# Čoltovo
Čoltovo (in ungherese Csoltó) è un comune della Slovacchia facente parte del distretto di Rožňava, nella regione di Košice.